# Новоталівська сільська рада
Новота́лівська сільська рада (рос. Новоталовский сельский совет) — сільське поселення у складі Красногорського району Алтайського краю Росії.
Адміністративний центр — селище Талий.

## Населення
Населення — 528 осіб (2019; 633 в 2010, 793 у 2002).

## Склад
До складу сільської ради входять:
| Населений пункт   | Населення, осіб (2002) | Населення, осіб (2010) |
| ----------------- | ---------------------- | ---------------------- |
| Лугове, село      | 162                    | 76                     |
| Мануїльське, село | 242                    | 216                    |
| Талий, селище     | 389                    | 341                    |